# Berta (ponton)

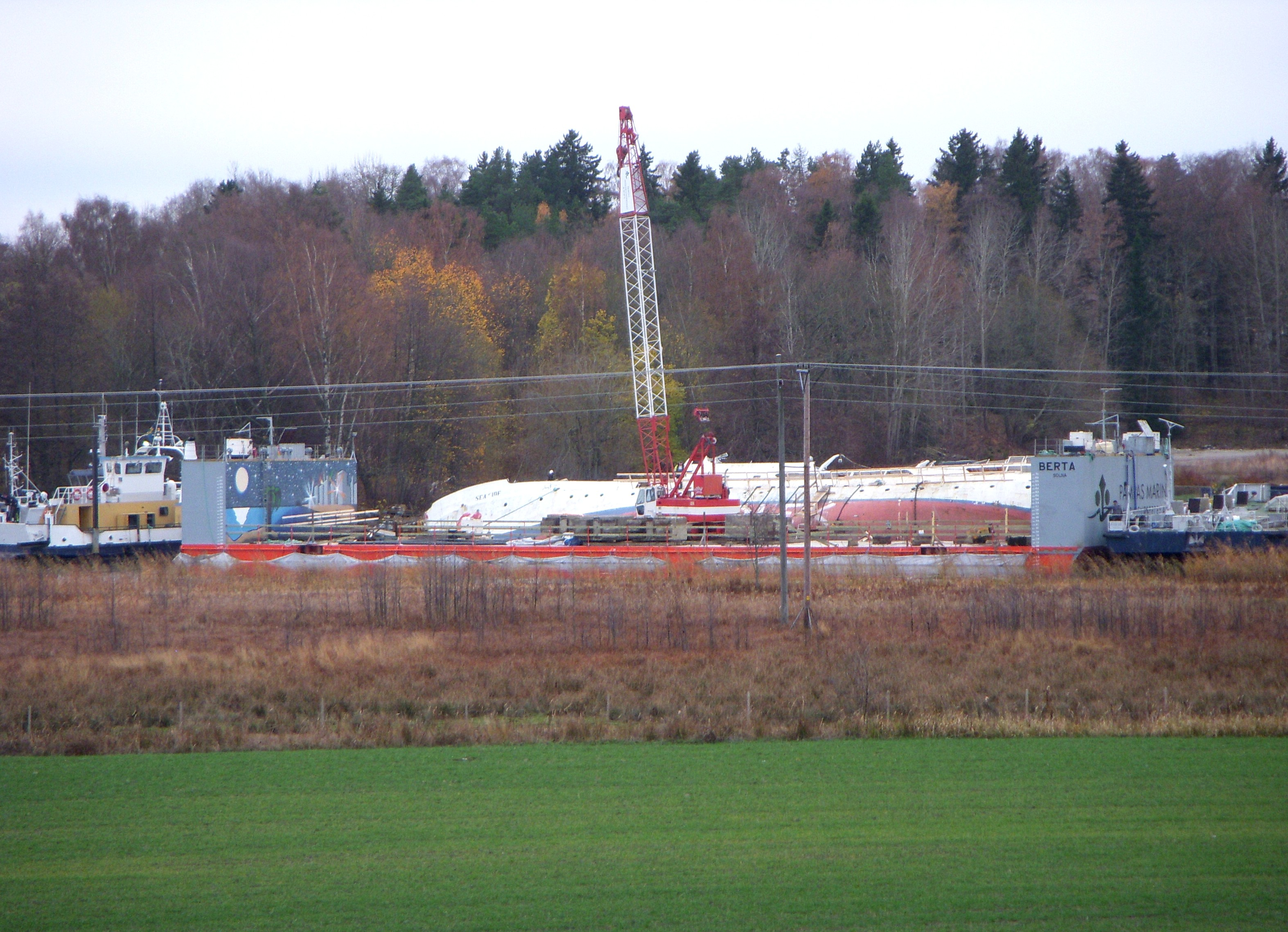
Berta vid bärgningen av M/S Seaside, Tappström, 11 november 2011.

Berta (IMO nr: 9298894) är en så kallad "aqualift"; en flyttbar höj och sänkbar ponton. Berta anskaffades 2011 av Pampas Marinentreprenad för transport och utsättning av bland annat flytande villor. Flytande konstruktioner kan byggas även ombord och senare sjösättas och större flytetyg kan enkelt torrsättas för underhåll, inspektion och reparation. Berta kan sättas in på Östersjön och Nordsjön.
Berta har ingen egen maskin utan förflyttas med bogserbåt. Pontonen har 897 bruttoregisterton, är 57,00 meter lång och 17,00 meter bred. I olastat läge har Berta en djupgång på bara cirka 40 centimeter. 
Pontonen byggdes 2003 på Volgograd Shipyard i Ryssland och användes bland annat i  Arendal, Norge för gjutningar av flytbryggor. Pråmen fungerar så att däcket sänks ner under ytan till önskat djup, efter att lasten bogserats över däcket pumpas vattnet ut ur tankarna. Lasten på upp till 1600 ton lyfts ur vattnet och kan bogseras iväg.
Bertas ringa djupgående utnyttjades vid bärgningen av M/S Seaside i Tappström i november 2011. Tappström är mycket grund och muddring i samband med bärgningen kunde undvikas.